# Emilijev most
Emilijev most (lat. Pons Aemilius), danas poznat kao Ponte Rotto, najstariji je rimski kameni most čiji su se ostaci očuvali do danas. Izgrađen je u 2. stoljeću pr. Kr. na mjestu nekadašnjeg drevnog mosta. Nekada je premošćivao rijeku Tiber, spajajući Forum Boarium s četvrti Trastevere. Danas je od njega preostao jedino središnji luk zbog čega je stekao nadimak Ponte rotto (hrv.: "Slomljeni most").
Najstariji dijelovi mosta izgrađeni su najvjerojatnije kada je sagrađena Via Aurelia sredinom 3. stoljeća pr. Kr. U početku je izgrađen 179. pr. Kr. s kamenim stupovima i drvenom nadgradnjom, a 142. pr. Kr. izgrađeno je šest kamenih lukova. Godine 12. pr. Kr. car Oktavijan August potpuno je obnovio most koristeći kao materijal pršinac i rimski beton.
Most je nekoliko puta bio oštećivan i nadograđivan, a prestao se koristiti 1598. kada je katastrofalna poplava urušila njegovu istočnu polovicu. Njegovi su ostaci srušeni 1880-ih prilikom rekonstrukcije obala Tibera, ostavivši samo jedan luk u središtu rijeke.

## Vanjske poveznice
- The Waters of Rome: Tiber River Bridges and the Development of the Ancient City of Rome  Arhivirana inačica izvorne stranice od 16. rujna 2008. (Wayback Machine)